# Gunditjmara
Gunditjmara, Gournditch-Mara, Gundymara o Dhauwurd Wurrung es un pueblo aborigen australiano cuyo territorio se encuentra en el sudoeste del estado de Victoria. Los Gundijtmara se dividieron en 59 clanes matrilineales, cada uno con sus jefes (wungit).
Tradicionalmente su economía se ha basado en el aprovechamiento de los recursos de los ríos y lagos, que además son de gran importancia espiritual para ellos. Numerosas estructuras distintas, que se extienden a lo largo de 100 kilómetros cuadrados del paisaje de Budj Bim, se emplean con el propósito de cultivar anguilas, el alimento básico de la dieta Gunditjmara. El palinólogo Peter Kershaw encontró evidencia de un cambio repentino en la vegetación consistente con un sistema de estanque artificial. Construyeron por años una vasta red de presas, presa derivadora y canales de piedra para manipular los niveles de agua en varias cuencas lacustres. Algunos de los canales tienen cientos de metros de largo y se extrajeron del flujo de lava de basalto. Estas estructuras fuerzan a las anguilas y otras formas de vida acuática en trampas a medida que los niveles de agua suben o bajan y la datación inicial por radiocarbono de las muestras de suelo sugiere que los estanques fueron creados hasta hace 8000 años. En los canales grandes cestas tejidas hechas por mujeres detienen las anguilas.